# Scotty Davidson

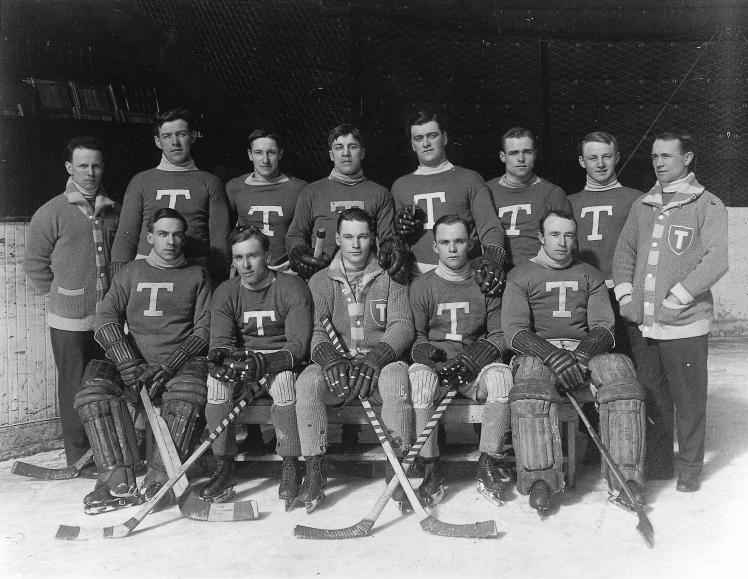
Toronto Blueshirts säsongen 1913–14. Scotty Davidson sitter i mitten i främre raden.

Allan McLean "Scotty" Davidson, född 6 mars 1892, i Kingston, Ontario, död 16 juni 1915 i Belgien, var en kanadensisk ishockeyspelare och soldat. Scotty Davidson spelade för Toronto Blueshirts i NHA åren 1912–14. Davidson dog 16 juni 1915 i Belgien i strid under Första världskriget.
Scotty Davidson vann Stanley Cup med Toronto Blueshirts 1914 sedan laget först besegrat ligakonkurrenten Montreal Canadiens i ett dubbelmöte med den sammanlagda målskillnaden 6-2 och sedan även Victoria Aristocrats från PCHA i en informell matchserie med 3-0 i matcher.

## Statistik
| 1908–09    | Kingston 14th Regiment | OHA-Sr     | 4  | 8  | 0  | 8  | 11  | 4 | 4 | 0 | 4 | 6  |
| 1909–10    | Kingston Frontenacs    | OHA-Jr     |    |    |    |    |     |   |   |   |   |    |
| 1910–11    | Kingston Frontenacs    | OHA-Jr     |    |    |    |    |     |   |   |   |   |    |
| 1911–12    | Calgary Athletics      | SASHL      | 4  | 3  | 0  | 3  |     | 3 | 3 | 0 | 3 | 6  |
| 1912–13    | Toronto Blueshirts     | NHA        | 20 | 19 | 0  | 19 | 69  | — | — | — | — | —  |
| 1913–14    | Toronto Blueshirts     | NHA        | 20 | 23 | 13 | 36 | 64  | 4 | 3 | 0 | 3 | 18 |
| NHA totalt | NHA totalt             | NHA totalt | 40 | 42 | 13 | 55 | 133 | 4 | 3 | 0 | 3 | 18 |